# Дева, Джафер
Джафер Ибрагим Дева (алб. Xhaferr Ibrahim Deva; 21 февраля 1904, Косовска-Митровица — 5 мая 1978, Сан-Франциско) — албано-косоварский коммерсант и фашистский политик, лидер албанского националистического движения в Косово 1930—1940-х годов. Видный деятель Балли Комбетар. Министр внутренних дел прогерманского коллаборационистского правительства в 1943—1944. Организатор пронацистских полицейских подразделений и дивизии СС «Скандербег». Обвинялся в военных преступлениях. После Второй мировой войны активно участвовал в деятельности эмигрантских антикоммунистических организаций. С середины 1950-х жил в США, сотрудничал с ЦРУ.

## Коммерсант-националист
Родился в многодетной семье косоварского лесопромышленника. Ибрагим Дева, отец Джафера Девы, был не только богатым предпринимателем, но и авторитетным общественным деятелем, другом Исы Болетини и Хасана Приштины.
После окончания немецкой школы в Салониках Джафер Дева направился в Стамбул. Изучал коммерцию в американском частном училище. Наряду с албанским, овладел сербским, турецким, английским и немецким языками.
В 1922 году уехал в Александрию, работал банковским служащим. Затем проходил курс лечения от ревматизма в Вене. Изучал лесное хозяйство. Вернувшись на родину в 1933, занялся лесозаготовительным бизнесом.
Политически Джафер Дева был крайним националистом, сторонником Великой Албании и противником Югославии. Предпринимательские успехи и организаторские способности создали ему политический авторитет среди косовских албанцев. Характеризовался знающими людьми как «коммерсант и полиглот с железным характером».

## Министр-коллаборационист
Джафер Дева ориентировался на нацистская Германия, рассчитывая, что нацистская Германия поможет воссоединению Косово с Албанией. Он стал первым косоварским политиком, выразившим готовность сотрудничать с государствами гитлеровской Оси при вторжении в Югославию. В 1941 Дева установил контакт с абвером. Являлся одним из самых влиятельных деятелей албанской националистической организации Балли Комбетар.
Уже при итальянской оккупации большая часть Косово перешла под албанский контроль. Джафер Дева активно участвовал в его установлении, возглавлял коллаборационистскую администрацию Косовска-Митровицы.
В период немецкой оккупации Джафер Дева был самым влиятельным албанским политиком. Он выступил соучредителем Второй Призренской лиги — пронацистского объединения косовских албанцев. С ноября 1943 по июнь 1944 Дева занимал пост министра внутренних дел в коллаборационистском правительстве Реджепа Митровицы. Вместе с министром экономики Аго Агаем создавал руководящее ядро кабинета. В составе правительственной делегации посетил Берлин.
Формировал пронацистские полицейские силы, занимался вербовкой албанцев в дивизию СС «Скандербег», руководил антипартизанскими операциями (персонально одним из главных противников Джафера Девы являлся Кочи Дзодзе). Сформировал отряд личной охраны из боевиков-косоваров, специально размещённый в Тиране. «Гвардия Девы» установила в столице режим террора, но обеспечивала контроль над ситуацией.
Идеологически Дева внедрял радикальный исламизм, объявил джихад против славян, евреев и цыган. Курировал преследования евреев, депортации в нацистские концлагеря. В то же время, некоторые исследователи утверждают, будто Дева и Агай не были сторонниками Холокоста и геноцида цыган и предотвратили уничтожение нацистами нескольких тысяч человек.
4 февраля 1944 подчинённые Деве полицейские расстреляли в Тиране группу подозреваемых в причастности к коммунистическому боевому подполью. Количество убитых и обстоятельства расстрела (карательная операция или столкновение с боевиками) остаётся дискуссионным, но это событие вменяется Джаферу Деве как военное преступление.
К середине 1944 года позиции Джафера Девы оказались подорваны, поскольку в Тиране он не был столь же популярен, как среди косовских албанцев. В июне ему пришлось подать в отставку. Однако Дева продолжал в Косово войну против югославских коммунистов. Тесно сотрудничал с региональным спецпредставителем Гиммлера группенфюрером СС Йозефом Фитцхумом. Пытался организовать этническую чистку, сорванную югославскими партизанами.

## Эмигрант-антикоммунист
После ухода немецких войск из Албании и Косово в декабре 1944 года Джафер Дева через Хорватию бежал в Австрию. Скрывался в Фельдкирхе вместе с Митровицей, который проходил курс лечения от туберкулёза. Установил разветвлённые связи с албанскими эмигрантами-коллаборационистами, в частности Шефкетом Верладжи и Мехди Фрашери.
Уже в 1945 Джафер Дева вступил в первый контакт с американской военной разведкой и впоследствии был завербован ЦРУ. В 1947 перебрался через Италию в Дамаск. Издавал газету албанских эмигрантов Bashkimi i Kombit. Затем, вместе Реджепом Красничи, выехал в Австралию, где создал активный центр албанской антикоммунистической эмиграции. Установил контакты с Национальным комитетом «Свободная Албания». Однако эти связи оставались в тени, поскольку организаторы Комитета и их англо-американские союзники не приветствовали участия откровенных коллаборационистов. В 1950 Джафер Дева участвовал в акциях по заброске в Албанию боевиков-парашютистов. Однако эти действия не дали ощутимых результатов.

Шанс освободить Албанию от коммунизма с американской помощью упущен. Теперь я лучше смогу служить косоварскому делу из Америки, чем из Европы.

Джафер Дева.

В 1956 году Джафер Дева прибыл в США. Жил в Нью-Йорке, в Бостоне, в 1960 обосновался в Калифорнии. Первоначально работал на лесопилке. Затем поступил делопроизводителем в администрацию Стэнфордского университета.
В американской эмиграции Джафер Дева продолжал политическую деятельность. Он оказывал серьёзное влияние на третьего председателя «Свободной Албании» Реджепа Красничи. В 1966 году он возглавил Третью Призренскую лигу — организацию албанских эмигрантов-антикоммунистов, связанную с ЦРУ и организовывавшую теракты и беспорядки в югославском Косово (интересно, что на косовском направлении албанские антикоммунисты взаимодействовали с коммунистической спецслужбой Сигурими). Информация об оперативной связи Джафера Девы с ЦРУ была опубликована после его смерти.
Скончался Джафер Дева в возрасте 74 лет.